# Sonia Sidhu
Pour les articles homonymes, voir Sidhu.
Satinderpal "Sonia" Sidhu est une femme politique canadienne, élue en 2015 députée fédérale canadienne à la Chambre des communes du Canada pour représenter la circonscription de Brampton-Sud,.

## Biographie

### Jeunesse
Née en Inde, Sidhu arrive au Canada en 1992 lorsqu'elle avait une vingtaine d'années pour rejoindre son mari.

### Carrière politique
Sonia Sidhu, en tant que candidate libérale, est élue députée de Brampton-Sud, le 19 octobre 2015. Avant de s'engager en politique, elle travaille pendant 18 ans dans le domaine de la santé, comme éducatrice en diabétologie et coordinatrice de recherches. Sidhu a également été volontaire lors de campagnes électorales ainsi que pour diverses organisations,.
Au Parlement, elle participe au comité à la Santé de la Chambre, et est nommée membre du comité spécial pour l'égalité des salaires. Elle est aussi la présidente et la cheffe de file libérale au sein du caucus transpartisan sur le diabète. Sidhu est aussi secrétaire générale du groupe d'amitié parlementaire Canada-Inde et une membre exécutive des groupes d'amitiés Canada-Pologne et Canada-Portugal. Elle est enfin membre de l'association parlementaire Canada-Europe, du groupe interparlementaire canado-américain et de l'association parlementaire du Commonwealth.
Au cours du 43e parlement canadien, un projet de loi de Sidhu, la Loi établissant un cadre national pour le diabète (C-237), est adopté afin d'imposer au ministre de la santé, d'ici une année, de développer un cadre de travail pour améliorer l'accès à l'information sur la prévention et le traitement du diabète.

## Vie privée
Elle vit dans sa circonscription de Bramption-Sud avec son mari, Gurjit. Elle a deux filles jumelles, Arshia et Amrit, et un fils Akash.

## Élections
Sonia Sidhu est élue largement en 2015 face au député conservateur sortant, Kyle Seeback. Elle est réélue avec des scores similaires d'environ 50 % en 2019 et en 2021 avec environ 20 points d'avance sur son opposant conservateur, Ramandeep Brar.

### Résultats électoraux
|       | Candidat        | Parti        | # de voix | % des voix |
|       | Kyle Seeback    | Conservateur | +15 929,  | 35,04 %    |
|       | (X) Sonia Sidhu | Libéral      | +23 681,  | 52,09 %    |
|       | Amarjit Sangha  | NPD          | +04 843,  | 10,65 %    |
|       | Shaun Hatton    | Vert         | +01 011,  | 2,22 %     |
| Total | Total           | Total        | 45 464    | 100 %      |

## Source
- (en) Cet article est partiellement ou en totalité issu de l’article de Wikipédia en anglais intitulé « Sonia Sidhu » (voir la liste des auteurs).